# Secret Agent (film 1996)
Secret Agent (The Secret Agent Club) è un film statunitense del 1996 diretto da John Murlowski con protagonista Hulk Hogan.

## Trama
Ray Chase è il migliore agente segreto americano, ma agli occhi del mondo si finge un tranquillo commerciante di giocattoli preso in giro da tutti, anche dagli amici del figlio. Durante l'ultima missione, Ray sottrae un'arma ad una banda di trafficanti d'armi sofisticate e potentissime. Tornato a casa, viene scoperto dai malviventi che lo rapiscono con l'intento di fargli dire dove nasconde le armi. Il figlio di Ray, Jeremy una volta scoperta la vera identità del padre, insieme ai suoi amici lo libera e quest'ultimo una volta libero, scatena tutta la sua tecnica micidiale per combattere e sconfiggere quei malviventi e portare così, a termine la sua missione.

## Produzione
Hogan stesso definì Secret Agent un "film per bambini a basso budget".